# 택시감차보상재원관리기관
택시감차보상재원관리기관(택시減車補償管理機關)은 일반 택시 운송사업자가 택시감차 사업을 위해 납부할 부가가치세 경감세액에 대한 효율적 징수･집행 등 택시산업 발전에 기여하기 위하여 설립된 재단법인이다. 이사회에는 전국택시운송사업조합연합회장, 전국개인택시운송사업조합연합회장 및 국토교통부 신교통개발과장 등이 당연직으로 참여한다. 서울특별시 서초구 남부순환로 2652 대명빌딩 5층에 있다.

## 관련 법률
- 조세특례제한법[6]
- 택시운송사업의 발전에 관한 법률[7]

## 연혁
- 2015년 1월 16일 재단법인 택시감차보상재원관리기관 개소식[8]

## 주요 업무
- 일반택시 운송사업자가 택시감차 사업을 위해 납부한 부가가치세 납부 세액의 100분의 5에 해당하는 재원 징수·집행 및 정산
- 택시감차를 위한 지원 사업
- 이사회에서 필요하다고 인정하는 사업
- 보상재원 관리기관 설립목적 달성을 위한 사업 등

## 조직

### 대표이사

#### 사무국장
- 운영위원회

## 같이 보기
- 전국택시운송사업조합연합회
- 전국개인택시운송사업조합연합회
- 교통안전공단
- 도로교통공단